# Jagodne (powiat garwoliński)
Jagodne – wieś sołecka w Polsce położona w województwie mazowieckim, w powiecie garwolińskim, w gminie Garwolin.
W latach 1975–1998 miejscowość należała administracyjnie do województwa siedleckiego.

## Części wsi
| SIMC    | Nazwa      | Rodzaj    |
| ------- | ---------- | --------- |
| 0670976 | Michałówka | część wsi |
| 0670982 | Pod Lasem  | część wsi |

Wierni Kościoła rzymskokatolickiego należą do parafii Przemienienia Pańskiego w Garwolinie.